# Christ Illusion
Christ Illusion е десети студиен албум на траш метъл групата Slayer. Издаден е на 8 август 2006 г. от American Recordings.

## Обща информация
В този албум се завръща барабаниста Дейв Ломбардо. Първоначално планиран да бъде пуснат на 6 юни 2006 г., шестото число на шестия месец на шестата година от 2000–те години. Това е връзката с числото на звяра, маркетингов ход за вдигане на интереса, което се прави тогава от много издания, например като филмът на ужасите Поличбата 666. Кери Кинг твърди, че са се отказали, защото много други групи имат същото намерение.
През първата си седмица, са продадени 62 000 копия, а албума заема 5-о място в Billboard 200. Сингълът „Eyes of the Insane“ печели грами за най-добро метъл изпълнение.
Лиричните теми в албума, се занимават с тероризъм, война и религия, привличайки критиките на консервативните групи. Той включва изобразяване на нападенията от 11 септември 2001 г. от гледна точка на един от терористите в песента „Jihad“. Обложката също предизвиква вълна от недоволство, тъй като изобразява осакатеният и убит с камъни Исус Христос. След протести, всички индийски копия на албума са иззети и унищожени от EMI India.

## Състав
- Том Арая – вокали и бас
- Кери Кинг – китара
- Джеф Ханеман – китара
- Дейв Ломбардо – барабани

## Песни
| 1.    | Flesh Storm        | 4:14 |
| 2.    | Catalyst           | 3:07 |
| 3.    | Skeleton Christ    | 4:22 |
| 4.    | Eyes of the Insane | 3:23 |
| 5.    | Jihad              | 3:31 |
| 6.    | Consfearacy        | 3:07 |
| 7.    | Catatonic          | 4:54 |
| 8.    | Black Serenade     | 3:16 |
| 9.    | Cult               | 4:40 |
| 10.   | Supremist          | 3:51 |
| 38:25 |                    |      |